# Maximo Ibarra
Maximo Ibarra (Cali, 13 december 1968) is een Colombiaans en Italiaans bestuurder en topfunctionaris. Van 18 april 2018 tot 30 september 2019 was hij bestuursvoorzitter van KPN. Sinds 1 juli 2021 is Ibarra bestuursvoorzitter van Engineering Ingegneria Informatica. 

## Leven en werk
Ibarra werd in 1968 in Cali (Colombia) geboren. Hij studeerde politiek en economie aan de Universiteit van Rome, en hij volgde verscheidene opleidingen aan andere instituten (London Business School, INSEAD, Singularity University, STOA Business School). Hij is hoogleraar in marketing en digitale marketing bij de Luiss University & Business School in Rome. 
Zijn eerste baan was bij Telecom Italia. Vervolgens werkte hij bij Omnitel, de voorloper van Vodafone Italië. Daarna veranderde hij van werkveld en werkte bij DHL, Fiat en Benetton. In 2004 keerde hij terug naar de telecomsector en ging werken bij het Italiaanse telecombedrijf Wind. Van 2012 tot april 2018 was hij de CEO van Wind.
Sinds 18 april 2018 was hij de CEO van KPN. Op 25 juni 2019 werd bekend dat Ibarra per 30 september 2019 zou vertrekken. Volgens KPN waren dringende familie-omstandigheden de reden voor zijn vertrek. Dit bericht kwam na een landelijke KPN-storing waardoor onder meer alarmnummer 112 drie uur lang niet bereikbaar was. Niet veel later werd bekend dat Maximo Ibarra per 1 oktober 2019 bij Sky Italia CEO werd. In april 2021 werd bekend dat Maximo Ibarra Sky Italia per 30 juni 2021 zou gaan verlaten. Per 1 juli 2021 werd Ibarra bestuursvoorzitter van Engineer Ingegneria Informatica. 

## Persoonlijk
Ibarra heeft zowel de Colombiaanse als de Italiaanse nationaliteit, hij spreekt vloeiend Spaans, Italiaans en Engels. Hij is getrouwd en hij heeft een dochter.